# CNN

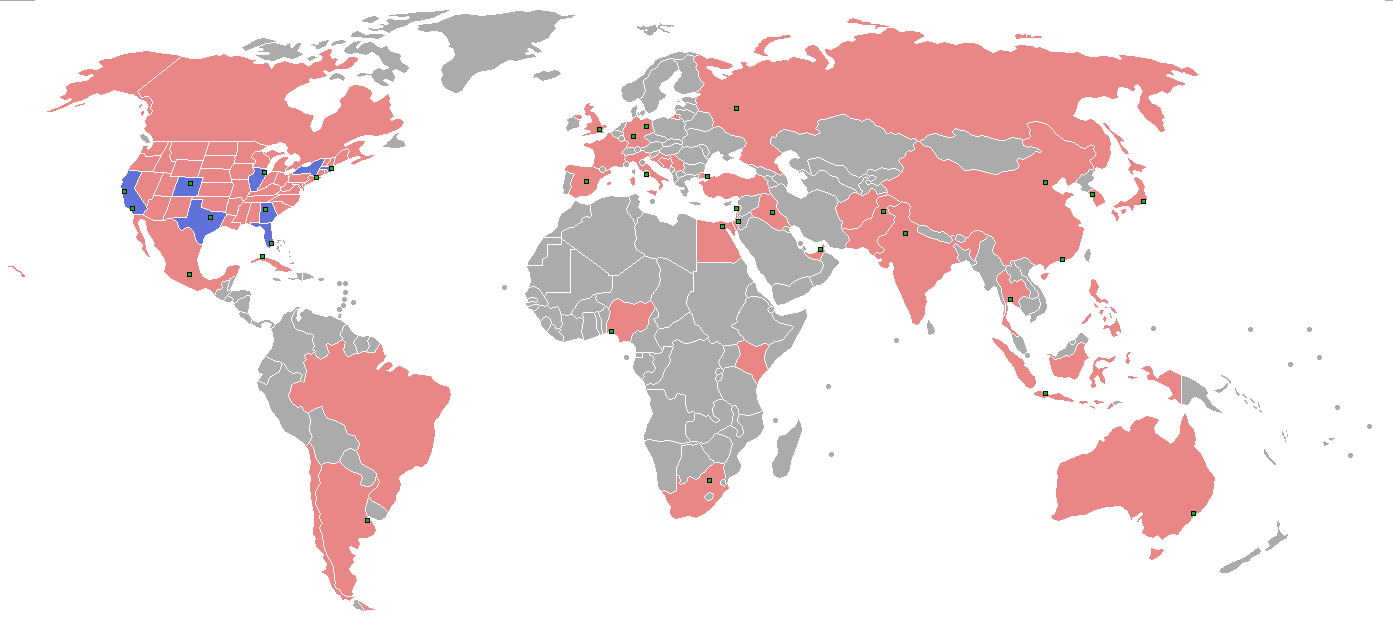
A CNN állandó tudósítói hálózata

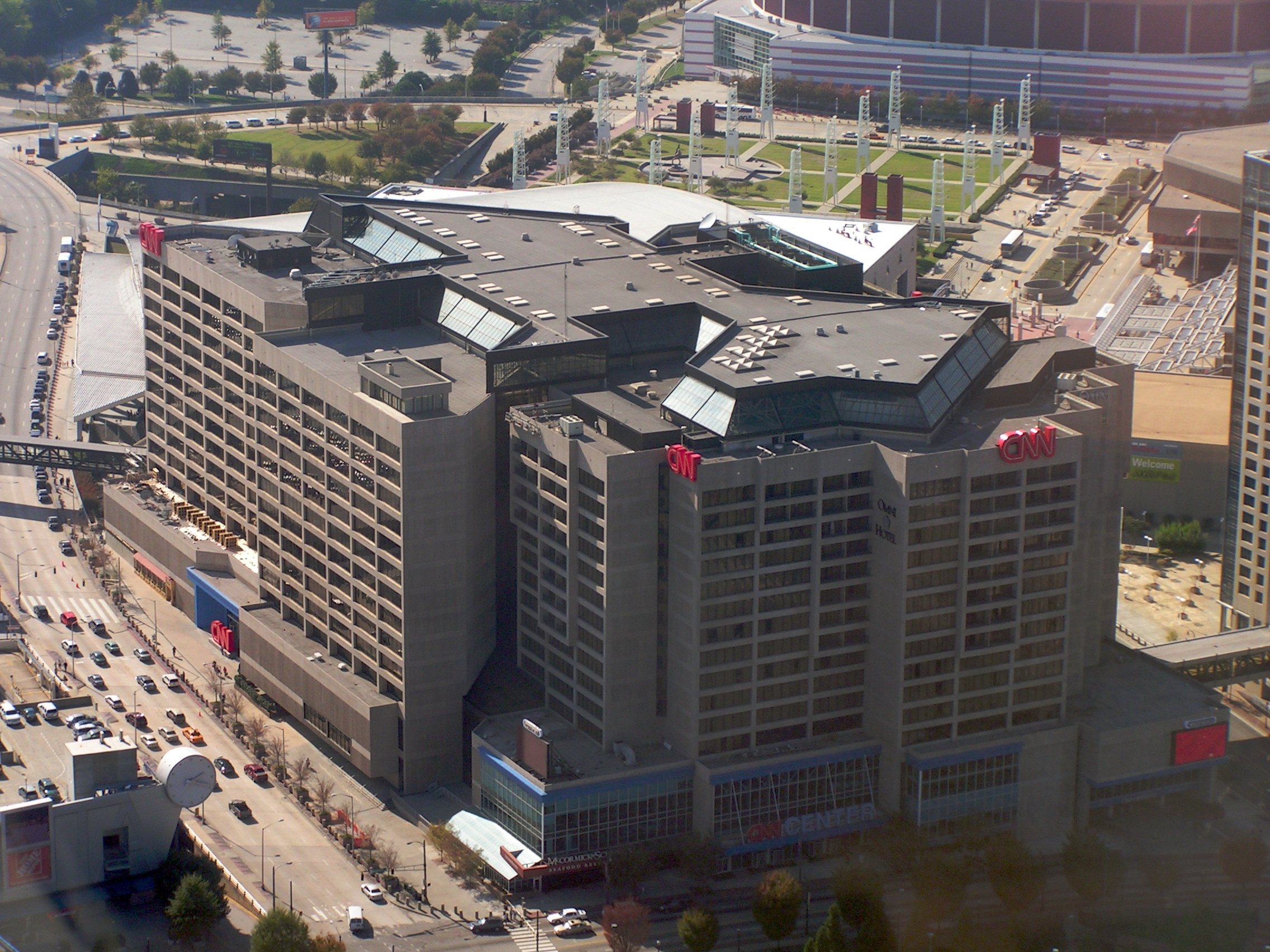
A CNN központja Atlantában

A Cable News Network, közismerten CNN, az egyik legismertebb amerikai hírcsatorna, amely a 24 órás hírsugárzás koncepcióját bevezette a köztudatba.

## Vállalati adatok
A CNN-t 1980-ban alapította Ted Turner. A hírcsatorna a WarnerMedia médiacég-csoporthoz tartozik. 1980. június 1. óta sugároz.
A Nielsen közvéleménykutató szerint 2021 júniusában a CNN a harmadik helyen végzett a nézettség tekintetében a kábeles hírhálózatok között, a Fox News és az MSNBC mögött.

## Műsorpolitika
A CNN a nap 24 órájában sugároz híreket. Nemzetközi verziója CNN International címen jelenik meg a tv-képernyőkön. Ismertségét az öbölháború egyenes adásban való sugárzásával alapozta meg. A CNN volt az első csatorna, amely a  2001. szeptember 11-ei amerikai terrortámadásokról élőben tudósított.